# رابرت گلینتا
رابرت گلینتا (انگلیسی: Robert Glință؛ زادهٔ ۱۸ آوریل ۱۹۹۷) ورزشکار ورزش شنا اهل رومانی است.
وی در مسابقات کشوری و بین‌المللی در مجموع برندهٔ ۱ مدال طلا، ۱ مدال نقره و ۲ مدال برنز شده‌است.